# Виль (футбольный клуб)
«Виль» — профессиональный футбольный клуб из одноимённого швейцарского города. 

## История
Футбольный клуб был основан в 1900-м году в восточной Швейцарии двумя рабочими из Англии. В первые два года клуб назывался «FC Stella». В 1902 году был переименован в «FC Fors» и получил сегодняшнее название в 1907-м.
До 90-х годов XX века команда выступала в низших дивизионах Швейцарии. Подъём клуба начался с приходом в 1988 году на пост тренера Кристиана Гросса, а наибольшего успеха команда добилась уже в XXI веке, завоевав в 2004 году Кубок Швейцарии. В годы расцвета клуба (2003—2004 годы) владельцем и президентом клуба был прославленный советский и украинский футболист Игорь Беланов, а тренировал команду не менее известный Александр Заваров.

## Достижения
- Обладатель кубка Швейцарии (1): 2004.